# Arckép
Az arckép vagy portré az embernek akár szobrászati, akár festészeti, akár fényképészeti műben előállított képmása. Ismérve, hogy szándékosan egy élő vagy már nem élő személy arcmásának készül.

## A szobrászatban

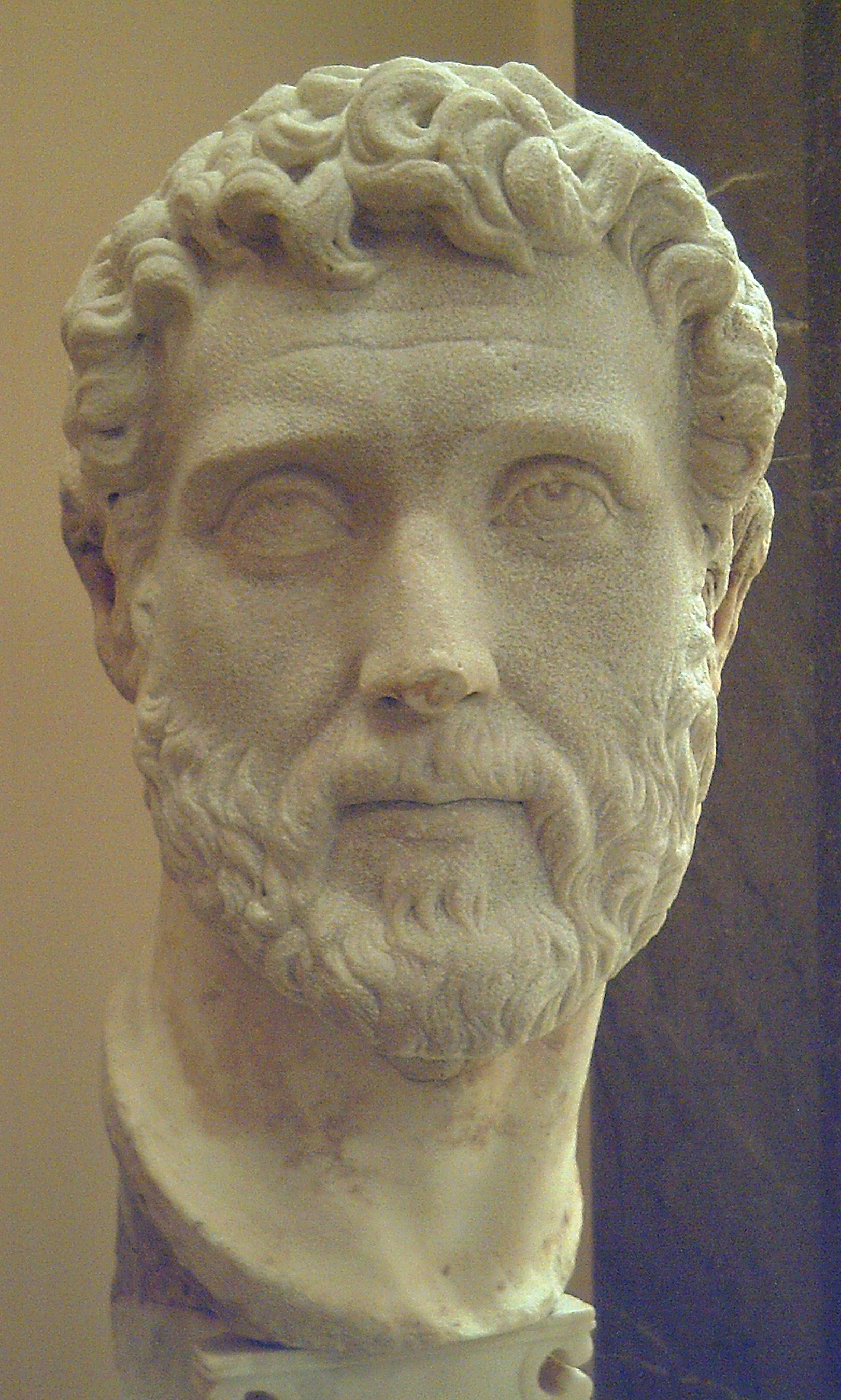
Antoninus Pius

A szobrászati képmás lehet szobor, mely az ember egész alakját életnagyságban, vagy azt meghaladó, vagy annál kisebb méretben ábrázolja. Az életnagyságú vagy annál nagyobb méretű képmást rendszerint nyilvános helyeken állítjuk fel és emlékszobornak nevezzük. Egész alakú képmás életnagyságnál kisebb méretben ritkán készül, ezeket (is) kisplasztikának nevezzük. A szobrászati képmást, amely az ember fejét és a törzs felső részének kisebb vagy nagyobb darabját ábrázolja, mellszobornak vagy büsztnek nevezzük. A mellszobor köztéri változata általában minimum másfélszeres életnagyságban, vagy nagyobb méretben készül. A belső terekben található portrészobrok mérete rendszerint életnagyságú, de lehet annak fele, negyede, sőt ötöde is, vagy annál még kisebb. A domborműben előállított képmás szintén csak a fej és a törzs felső részének ábrázolására szorítkozik, a méretek tekintetében éppen olyan változatos, mint a mellszobor. Ha a domborművű képmás lapja kerek alakú, akkor annak hagyományos régies elnevezése a médaillon. Miként a szobor, úgy a domborművű és a medálalakú képmás is, készülhet kőből, fából, agyagból, porcelánból, műanyagból s arra alkalmas bármely fémből. A kisméretű, maximum 15x15 cm befoglaló méretű lapos domborművű képmás az éremművészet körébe tartozik, azt éremnek érmének, abban az esetben ha szögletes – körtől eltérő – alakja van, akkor plakettnek nevezzük. Anyaga lehet bármely öntészeti, vagy sajtolási (például érmeverés) technológiával előállított fém, vagy kő, fa, agyag, porcelán, de akár műanyag is. A kámeákon és a gemmákon is találkozunk arcképekkel.

## A festészetben

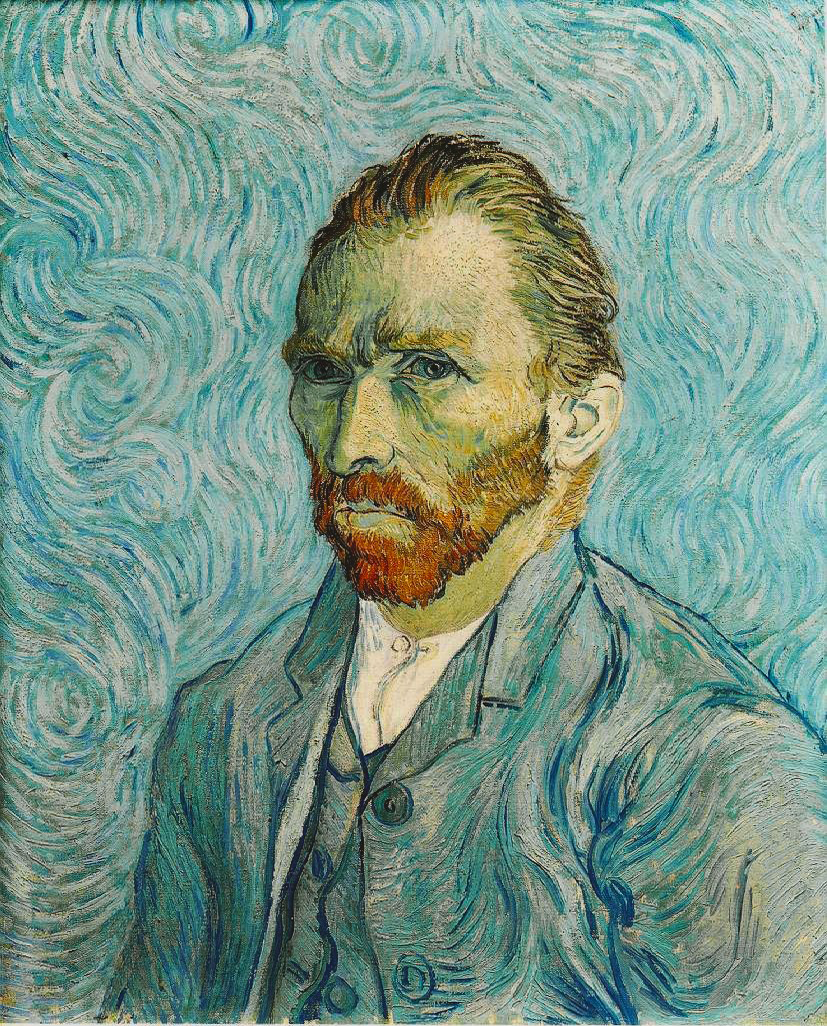
Önarckép (1889) – Vincent van Gogh

A festészeti műben előállított képmás lehet vagy egyszerűen rajz, vagy pedig a festés bármely eljárása szerint készült festmény. A rajzolt vagy festett képmás általában nem haladja meg az életnagyságot, legfeljebb abban a nagyon ritka esetben, ha elhelyezésénél fogva nagyobb távolságról való hatásra szánják. Életnagyságon alul, minden méretben készülnek festett képmások. A festett képmás lehet bármily nagyságban egész alak, lehet térdkép, ha ti. az alak felső része térdig ábrázoltatik, lehet fél alak, lehet mellkép, vagy csupán fej. A képmás a fej helyzete szerint az arcot szemben (en face), vagy oldalnézetben (en profil) ábrázolja. Az oldalnézet sokféle, a szerint amint az arcnak csakis egyik felét arcélben tünteti föl, vagy pedig az arc másik feléből több vagy kevesebb látható amit aztán fél- vagy háromnegyed oldalnézetnek nevezünk.
Az arcképnek a célja a hasonlóság, de nem ez a legfőbb célja. Az arckép akkor igazán művészi alkotás, ha kevésbé lényeges részletek mellőzésével, az arcban az ábrázoltnak jellemét, erkölcsi egyéniségét, szellemi világát is kifejezi, azaz ha a testi hasonlósággal a lelki hasonlóság párosul. Amely arcképen a művészet e nagy és nehéz feladata jól megoldott, az nemcsak egyszerűen az egyén képmása, hanem visszatükrözi az egyénben ama korszakot, melyben élt.

## A fotográfiában

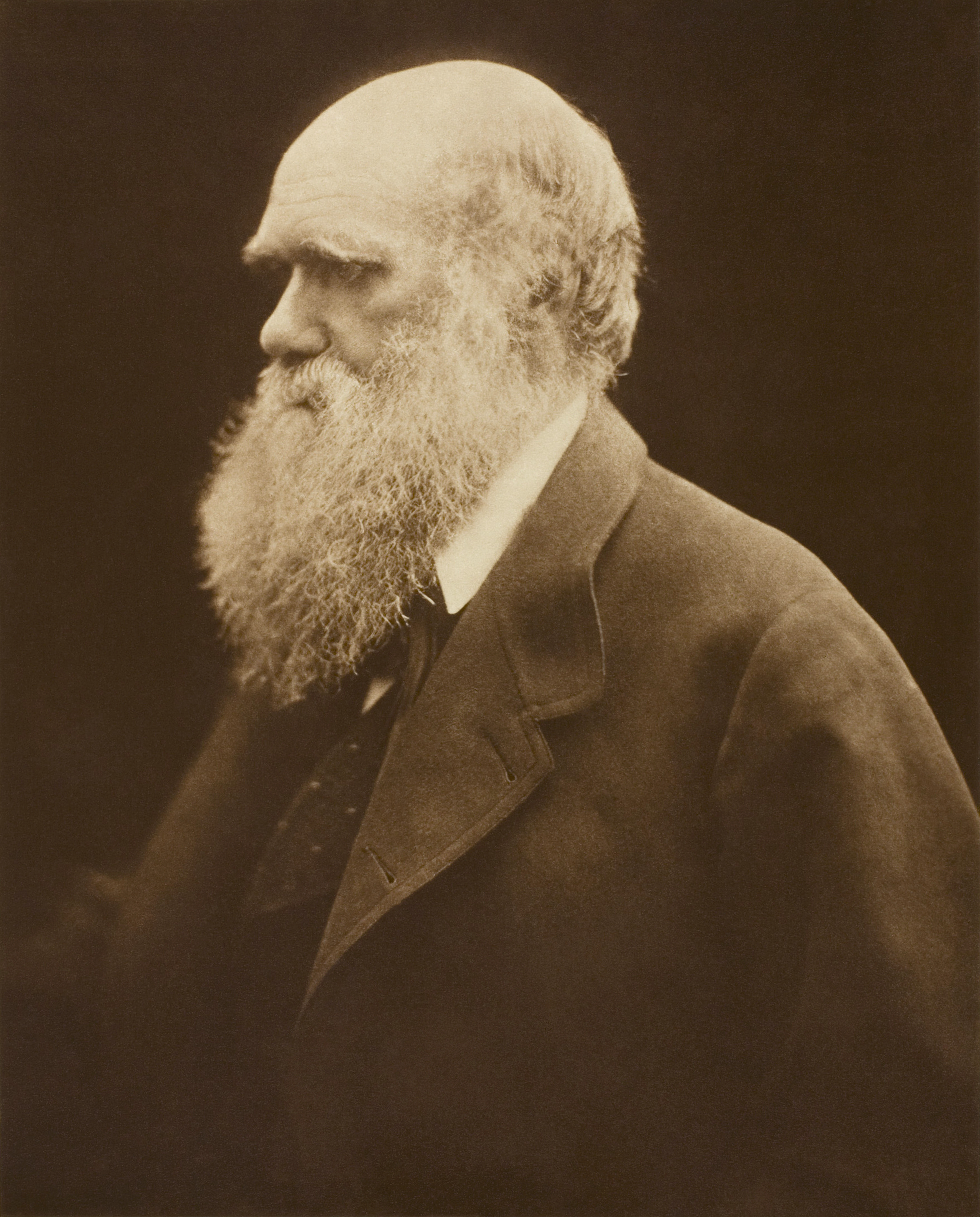
Darwin portréja, 1868 (Cameron)

Akkor készülhet csak hiteles portré, ha a fotográfus és a modell együttműködik.
A fotográfia megjelenése hivatalosan 1839-re tehető, amely a fény felhasználásával az embereknek azt az igényét elégítette ki, hogy a valósághoz a lehető leghasonlóbb ábrázolás, végeredmény szülessen. A kezdetleges technikákkal készült fotók esetében az exponálás akár órákig is eltarthatott, ami főleg a portréképek készítésénél okozott gondot, hiszen a modell bemozdulhatott (az ilyen esetek kapcsán gyakran használtak segédeszközöket, például fejtámaszt a ruha mögött). A technikai fejlődés, főleg a kis kamerák elterjedése azonban már egyre könnyebbé tette az arcképek megszületését, ráadásul rövid idő alatt már nem csak egy, hanem egyre több kép is elkészülhetett az alanyról, melyek közül választhatott az előhívás után. Míg a fényképező egy adott beállításról több képet is készíthet, addig a festőnek egy adott beállítást egyetlen képen kell megfelelően megvalósítania.
Az 1850-es évek végére szinte teljesen kiszorította a – korábban jól jövedelmező – portréfestészetet a piacról. A fotósok még sokáig a festők modellbeállításait követték. A 19. század második felében már sok, jó képességű portréfotós dolgozott – legtöbbjük képzett festőből, ötvösből vagy kutatóból lett fotográfussá. Köztük az egyik legjelentősebb Nadar volt, akit az első művészi tehetségű fotósként tartanak számon. Modelljeit mindig világos vagy középtónusú, semleges hátterek előtt egyszerű, természetes tartásban fotózta, egyéniségüknek megfelelően. Fotóit teljes egészében az ábrázolt alak tölti ki. A portréfényképezés, – ami nem csupán arcképet, hanem inkább képmást jelent, – a 20. század második évtizedének végéig a fotóművészet legrangosabb válfaja volt. Az 1960-, 1970-es években, Amerikában jelent meg először az úgynevezett „sztárfotográfia”, amelyben keveredik a reklám és divatfotó. A fotós stábbal, sminkesekkel, világító segédekkel dolgozik együtt, látványtervezőkkel egyre provokatívabb, meghökkentőbb témákat dolgozva ki, melyekkel a figyelem középpontjába kerülhetnek. A legjelentősebb sztárfotográfusok Diane Arbus, Richard Avedon, Annie Leibovitz.
A fotók információ-kategóriáját a közlési szándék határozza meg, ugyanakkor egy kép többféle kategóriába is belekerülhet. A referenciális fotózás portréinak fő jellemzője, hogy az ábrázolt személyt minden kétséget kizáróan azonosítani lehet a képpel, ezért mellékalakokat is csak akkor ábrázol, ha azok a bemutatott személy azonosságát bizonyítják. Ezzel szemben a művészi és zsánerkép fotózásokon készült portrék elsősorban az alkotó művészetét, egyfajta – például művészi vagy filozófiai – mondanivalót vagy akár helyzetet hivatottak megragadni.

## Története

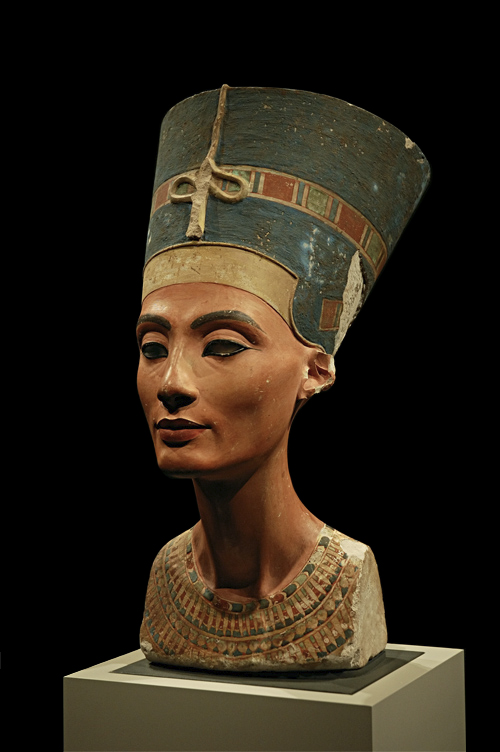
Nefertiti

Az egyiptomi művészetben, név szerint a szobrászatban az arckép nagy fejlettséget ért el, amiről számos emlék tanúskodik. Többek között az ún. seik-el-beled (falusi bíró) és az írnok szobra egyéni jellemű alkotások. A görögöknél hosszú ideig törvények tiltották el a szobrászatot az arcképektől. Igaz, hogy Kr. e. 540-ben állítottak először szobrot az olimpiai győzőnek, de ez a szobor nem annyira képmás. Inkább csak emlék lehetett. Plinius is említi, hogy a görögöknél nem volt szokás az emberek képmását előállítani, csak azét, aki Olimpiában háromszor győzött.
A természethű arcképnek a görög szobrászatban Lysippos és fivére Lysistratos törtek utat. Amaz Nagy Sándor kedvelt szobrásza; emez az első volt. aki az arcról gipszlenyomatot készített. Ekkor keletkezhetett Szophoklész szobra, mely Rómában a laterani múzeumban van, továbbá az a néhány érdekes fej, amelyet Nagy Sándor képmásának tartanak. Homérosz, Aiszoposz; Szókratész és mások szobrait nem vehetjük képmásoknak, amennyiben azok nem a valóság után készültek, hanem pusztán képzeletbeli alkotások, de mint ilyenek mesterien fejezik ki az illetőknek személyéről képződött fogalmat. A rómaiak a megkezdett úton tovább haladva a szobrászat ez ágát nagy tökélyre vitték, amiről a fönnmaradt és kivétel nélkül megkapóan egyéni jellemű mellszobrokon kivül, Hadrianus császár idejéig minden egyes érme tanúskodik. Éles megfigyelő képesség és az előállítás páratlan iskolázottsága nagyszerű alkotásokká avatják a műveiket.

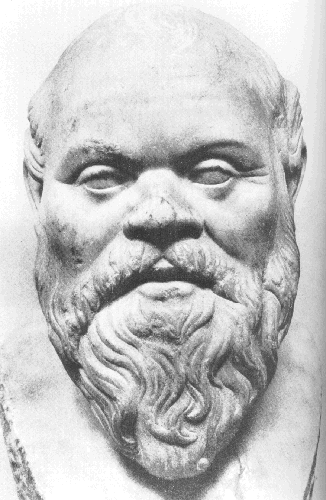
Szókratész

Görögországban az arcképfestés is Nagy Sándor idejében érte el a fejlettség magasabb fokát. Emlékek híján egy adomából következtetjük ezt. Nagy Sándor egy ízben halállal fenyegette Apellest, kedvenc udvari festőjét, amiért hívatlanul betoppant hozzá. A festő azzal mentegette magát, hogy egy udvari ember küldte oda, de nem tudta annak nevét. A mentegetődzés már-már hiábavaló volt, mikor a művész író-vesszőt vesz első és falra oda veti az illetőnek képmását, melyet a fejedelem azonnal fölismer, és a festő meg volt mentve.
A legújabb időben Egyiptomban Fayum mellett sírokban talált és a Kr. u. III. századból való arcképek, amelyek a Graff-féle gyűjteményben összeállítva egész Európát bejárták, a görög arcképfestészetet eddig nem is sejtett tökély magaslatán mutatták be. Ez arcképek, melyek viaszos festékkel készültek, élénk kifejezés és egyéni jellem tekintetében méltó társaik a velük egyidejű római mellszobroknak.
A klasszikus korbeli arcképfestés technikai és művészeti hagyományainak elhalványult nyomaival találkozunk a római katakombákban előforduló néhány arcképen: Valamivel későbben; mit kor a mozaik képek dívtak, a festés e korlátolt technikája is megpróbálkozott az arcképpel, aminek példája a ravennai San Vitale-templomban Justinianusnak és nejének alakja.
Századokig tartó szünet után kezdett ébredni az emberben az egyéni tudat és vele együtt az arckép ismét helyet foglalt a szobrászat és a festészet feladatai sorában.
A reneszánsz korában, a 15. században Mimo da Fiesole, Desiderio da Stelignano, Rossellino, Benedetto de Majano és Donatello a szobrászatban az arcképet a természethűség magas fokára fejlesztették. A mai értelembe vett érem is ekkor jelent meg. Az éremművészet első kiemelkedő alakja az itáliai Antonio Pisano (eredeti neve Antonio di Puccio) volt, aki az 1440-es években egy sor éremportrét készített hercegekről és tudósokról.

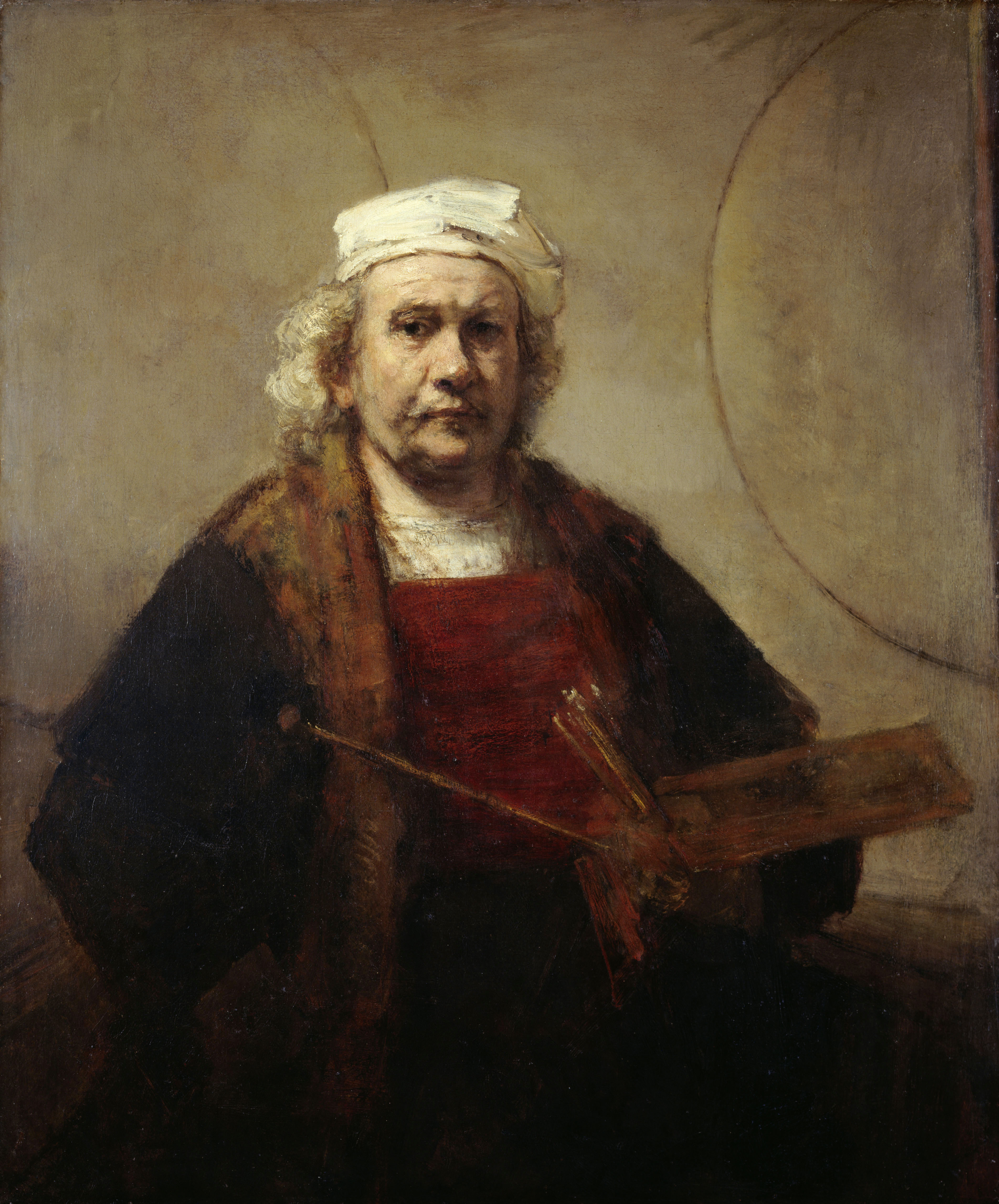
Rembrandt önarcképe (1661)

A reneszánsz szobrászat enemű alkotásai közé tartozik Mátyás király és Beatrix királyné domborműves képmása, Bécsben a császári művészeti múzeumban, jelenleg a Magyar Nemzeti Galériában látható. A szobrászokkal egyidejűleg az olasz festészet még nagyobb sikerrel művelte a művészet ez ágát. Az arcképek az egyéni jellemnek, az egyén egész lényének megkapóan élénk ábrázolásai. Leonardo, Raffaello, Tiziano művei feltárják az arcképben rejlő nagy művészeti feladatot, megértetik, hogy e feladat méltó a legnagyobb mesterhez is. Majd a 17. században Németalföldön Frans Hals, Rembrandt, Rubens, Van Dyck és sokan mások a legfőbb művészeti törekvésüket az arcképre irányozták. Különösen Frans Hals és Rembrandt a kifejezés élénksége tekintetében páratlan tökéletességű képmásokat festettek. Hogy az ember lelkének és testének pillanatnyi állapotát lehetséges felfogni és visszaadni, azt már korábban is sejthették, a megvalósítás dicsősége Hollandiát és kivált e két mestert illeti. Spanyolországban ugyanezt teszi Diego Velázquez. Németországban már a 16. században Albrecht Dürer és ifj. Hans Holbein juttatták érvényre az arcképet, de a jellemzés erélyességében jóval a németalföldiek alatt állanak. A németalföldiek a csoportos arcképekkel egy új faját teremtik meg a festészetnek. A 17. század után is, amikor a festészet más ágait alig művelték, az arckép állandóan virágzott, s a hanyatlás közepette fönntartója, táplálója volt a művészeti gyakorlatnak.

## Kapcsolódó szócikkek

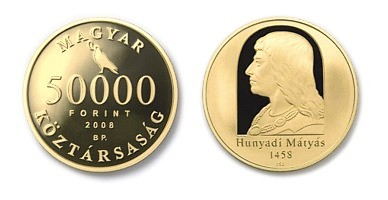
Ifj. Szlávics László: Hunyadi Mátyás emlékpénz